# Orchomene gurjanovae
Orchomene gurjanovae is een vlokreeftensoort uit de familie van de Lysianassidae. De wetenschappelijke naam van de soort is voor het eerst geldig gepubliceerd in 1999 door Budnikova.